# Antonio Rocha
Antonio Rocha Alvira (Chaparral, 11 de noviembre de 1899-Bogotá, 10 de octubre de 1992) fue un abogado, político y catedrático colombiano, miembro del Partido Liberal Colombiano.
Rocha, experimentado abogado de tendencias liberales, fue varias veces ministro de estado durante los gobiernos de Alfonso López Pumarejo, siendo de la llamada generación de Los Nuevos, junto a su coterráneo Darío Echandía. También fue gobernador de su departamento a principios de los años 30.
Alternó su labor de abogado con la doctrina jurídica, siendo considerado una autoridad en derecho mercantil. Llegó a ser rector de la Universidad del Rosario a comienzos de los años 70. Su regencia marcó el final de la era conservadora en la universidad.

## Familia
Antonio Rocha Alvira era miembro de una familia reconocida en su región. Sus padres eran Uldarico Rocha Tavera, y Julia Alvira Durán, siendo sus hermanos Anita, el político liberal Severo, el abogado Aníbal y Ana Julia Rocha Alvira.

### Matrimonio
Antonio Rocha contrajo matrimonio el 4 de enero de 1928, con Julia Borrero Durán, en la casa natal de la dama, la ciudad de Neiva. La familia de su esposa, de hecho, era muy influyente en la ciudad y regiones aledañas.
Julia era prima de la activista feminista Clotilde García Borrero, de quien era hijo el político liberal Jaime Ucrós García. Era sobrina también del pintor Ricardo Borrero Álvarez, siendo por esta línea prima también del pintor Joaquín García Borrero. Sobrino nieto de Ricardo era el expresidente Misael Pastrana Borrero.
Con Julia, Antonio tuvo a sus hijos Blanca, Álvaro y Ana Rocha Borrero.

## Obras
- Historia y estado actual del derecho de propiedad del subsuelo petrolífero de Colombia (1923)̝
- Supervigilancia de sociedades anónimas y de comandita por acciones, estudios y documentos que presenta al Congreso Nacional en sus sesiones ordinarias de febrero de 1938 el Ministerio de Industrias (1938)
- Memoria del ministro de relaciones exteriores al Congreso de 1938
- Derecho mercantil, Discurso del libro (1944)
- Conferencias de derecho probatorio (1958)
- De la prueba en derecho (1967)
- Jurisprudencia crítica del Tribunal Superior de Ibagué, Lecturas sobre la sociedad colectiva (1968)
- Memoria del ministro de industria y trabajo al Congreso Nacional en sus sesiones de 1947 (1974)
- Ley sobre sociedades de responsabilidad limitada; Matrimonio, educación y actualidad concordataria (1975)
- Derecho probatorio, declaración de terceras, testimonio (1979)
- Derecho probatorio: El nuevo régimen legal de 1971, resumen para preparación de examen final (1979)
- Teoría general de las obligaciones
- Tratado de derecho mercantil